# Rzecznik Praw Studenta
Rzecznik Praw Studenta (RPS) – instytucja funkcjonująca od 2004 roku przy Parlamencie Studentów Rzeczypospolitej Polskiej (PSRP), jako organ statutowy powołany w celu obrony praw studentów.
Zgodnie ze statutem PSRP rzecznik powoływany jest przez Radę Studentów PSRP na wniosek Przewodniczącego PSRP. Jego kadencja trwa do momentu wyboru następcy przez Radę Studentów parlamentu nowej kadencji. Działalność rzecznika obejmuje przede wszystkim interweniowanie w przypadku łamania praw studentów na uczelniach wyższych oraz prowadzenie kampanii informacyjnych na rzecz zwiększania publicznej świadomości na temat praw studentów.

## Rzecznicy Praw Studenta
- Robert Pawłowski (2004–2013)[2]
- Adam Szot (2013–2015)[3]
- Justyna Rokita (2015–2017)[4]
- Paweł Kur (2017–2019)[5]
- Marek Konieczny (2019–2021)[6]
- Mateusz Kuliński (od 2021)[7]

## Zakres działania Rzecznika Praw Studenta
Celem Rzecznika Praw Studenta jest ochrona praw studentów. W ramach swojej działalności rzecznik współdziała z wewnętrznymi organami i zespołami Parlamentu Studentów Rzeczypospolitej Polskiej, w tym z Przewodniczącym PSRP oraz Radą Studentów PSRP. Do zakresu działalności instytucji rzecznika należy:
- rozpatrywanie spraw dotyczących potencjalnego łamania praw studentów zgłaszanych przez osoby posiadające w tym interes prawny, zgłaszanych najczęściej za pośrednictwem Centrum Wsparcia Studenta,
- ewidencjonowanie i monitorowanie wpływających zgłoszeń,
- prowadzenie szkoleń i konsultacji poszerzających wiedzę z zakresu praw i obowiązków studenta oraz kwestii związanych z funkcjonowaniem samorządu studenckiego w ramach systemu szkolnictwa wyższego,
- współpraca z mediami, organizacjami studenckimi oraz uczelniami wyższymi w celu realizacji zadań statutowych,
- składanie okresowych raportów Radzie Studentów PSRP.

Rzecznik Praw Studenta działa na podstawie statutu Parlamentu Studentów Rzeczypospolitej Polskiej.

## Wybór, odwołanie i kadencja
Zgodnie ze Statutem PSRP Rzecznika Praw Studenta powołuje i odwołuje Rada Studentów bezwzględną większością głosów, na wniosek Przewodniczącego PSRP. Kadencja Rzecznika Praw Studenta kończy się w przypadku odwołania go zgodnie z procedurą zawartą w Statucie PSRP, rezygnacji rzecznika lub też w dniu wyboru jego następcy przez Radę Studentów nowej kadencji Parlamentu.